# Lockheed F-104 Starfighter
O Lockheed F-104 Starfighter é um aeronave de caça de superioridade aérea, supersônico, monomotor a jato, de produção norte-americana que foi utilizado durante a Guerra Fria. Criado como um caça diurno, pela Lockheed, sendo incluída na chamada "Série Centenária" de caças da Força Aérea dos Estados Unidos (USAF), o Starfighter foi desenvolvido, ao longo do tempo, para se tornar um caça multifunção com capacidade "todo-tempo" (all-weather) no início dos anos 60, além de ser produzido sob licença por múltiplos países.
A aeronave, projetada por Kelly Johnson no início dos anos 50, tinha como intenção ser uma aeronave simples, leve e com grande desempenho de velocidade e altitude. Seu primeiro protótipo, o XF-104, fez seu primeiro voo em 4 de março de 1954, com o primeiro exemplar de produção sendo operados na USAF em 1958. Poucos meses depois, a aeronave seria posta em ação na Segunda Crise do Estreito de Taiwan, quando estas aeronaves foram implantadas em Taiwan para servir de arma de dissuasão contra os MiG-15 e MiG-17 chineses. Problemas com o motor J79 e a preferência por aeronaves de combate de maior carga útil e alcance encurtou o serviço operacional da aeronave na USAF, apesar da mesma ter sido operada durante a Crise de Berlim de 1961 e a Guerra do Vietnã, tendo feito mais de 5.000 saídas de combate na última.
Apesar do curto tempo na USAF, o Starfighter teve bem mais sucesso em outros países da OTAN e aliados. Em outubro de 1958, a Alemanha Ocidental escolheu o F-104 como sua aeronave de combate primária, sendo seguido pelo Canadá, Países Baixos, Bélgica, Japão e Itália. Alguns países europeus formaram um consórcio internacional para a construção de aeronaves F-104, que se tornou o maior programa internacional de construção de aeronaves do mundo, na época. O sucesso de exportações do Starfighter acabou findando em 1975, quando se descobriu que a Lockheed pagou suborno para várias figuras militares e politicas dos países em que vendia aeronaves, com a intenção de fechar contratos.
O F-104 foi operado por 15 países. Porém, seu histórico de acidentes, especialmente em serviço da Luftwaffe, foi bastante criticado. Durante seu serviço na Luftwaffe, 270 aeronaves foram perdidas, com a morte de 110 aviadores, ganhando o apelido de Witwenmacher (Fazedor de Viuvas). A última variante de produção, o F-104S, foi um interceptador "todo-tempo" (all-weather) construído sob licença da Lockheed pela Aeritalia para a Força Aérea Italiana, sendo retirada de serviço em 2004. Alguns jatos continuam em serviço civil pela Starfighters Inc, dos Estados Unidos.
O Starfighter tinha um desenho radical para a sua época, com pequenas asas montadas mais atrás na fuselagem do que o comum para a época. A asa provia excelente desempenho em alta velocidade e baixa altitude, porém, limitava a capacidade de giro e aumentava a velocidade de pouso. O F-104 foi a primeira aeronave de produção a chegar a Mach 2 (2.469 km/h) e a 30.000m (100.000 ft) após decolar com propulsão própria. A aeronave estabeleceu vários recordes mundiais em velocidade, altitude e razão de subida em 1958, se tornando a primeira aeronave a estabelecer os três recordes simultaneamente. Também foi a primeira aeronave a ser equipada com um canhão M61 Vulcan.

## História

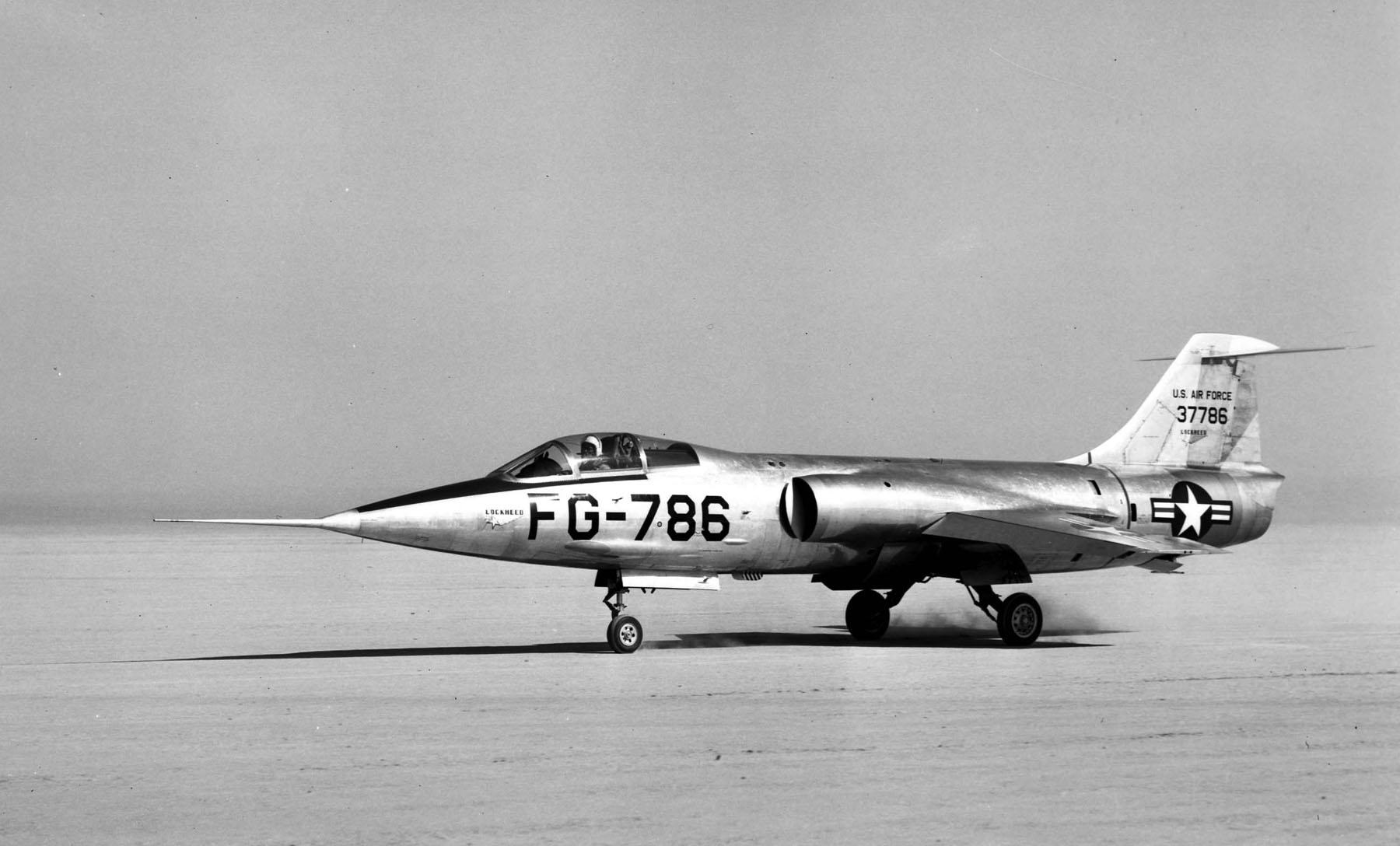
Primeiro XF-104

Clarence L. "Kelly" Johnson, vice-presidente de engenharia e pesquisa da Skunk Works (divisão de pesquisa avançada da Lockheed), visitou várias bases aéreas da USAF em novembro de 1951 com a intenção de conversar com os pilotos de caça da força sobre os desejos e necessidades deles para uma nova aeronave de combate. Na época, os pilotos americanos confrontavam caças MiG-15 soviéticos com o F-86 Sabre, com muitos pilotos considerando os caças soviéticos superiores aos complexos caças norte-americanos. Os pilotos americanos requisitaram uma aeronave de combate de alto desempenho (principalmente em alta velocidade e altitude), porém, menor e mais simples. Johnson iniciou o desenho da nova aeronave logo ao voltar para os Estados Unidos. Em março de 1952, a equipe de Kelly Johnson para o projeto foi formada, estudando quase 100 configurações para a nova aeronave; de desenhos pequenos de 3.600 kg à grandes aeronaves de 23.000 kg. Para chegar no desempenho desejado, a Lockheed escolheu um desenho simples e relativamente pequeno, pesando 5.400 kg e contando com um único motor de alto desempenho. O motor escolhido foi o turbojato General Electric J79, de grande desempenho (muito maior que seus contemporáneos). A pequena aeronave, propelida com um motor J79, foi designada com o Numero de Desenho Temporário (Temporary Design Number) L-246. A Lockheed, pouco tempo depois, designou o protótipo como Model 083.
Kelly Johnson apresentou o conceito da nova aeronave para os oficiais da USAF em 5 de novembro de 1952, no qual interessou-os suficiente para criar um requerimento geral para um caça leve, com a intenção de complementar (e - possivelmente - substituir) o F-100 Super Sabre. Três outros desenhos foram escolhidos para o requerimento, além do Model 083: o Republic AP-55 (uma versão do XF-91 Thunderceptor), o North American NA-212 (que futuramente se tornou o F-107) e o Northrop N-102 Fang (também equipado um motor J79). Apesar de todas as propostas finalistas serem promissoras, a Lockheed tinha a vantagem de ter começado a desenvolver sua aeronave antes de todos, acabando por ganhar o contrato em 12 de março de 1953, estipulando a construção de dois protótipos, designados XF-104.
Os trabalhos avançaram rapidamente, com um mockup já construído no final de abril de 1953, com os protótipos iniciando a construção logo depois. Enquanto isso, o motor J79 ainda não se encontrava pronto. Ambos os protótipos tiveram que ser propelidos por motores Wright J65 (versão sob licença do turbojato britânico Armstrong Siddeley Sapphire). O primeiro protótipo foi completado nas instalações da Lockheed em Burbank ainda no início de 1954 e teve seu primeiro voo em 4 de março de 1954, na Base Aérea de Edwards, comandado pelo piloto de provas Tony LeVier. A aeronave ficou no ar por somente 21 minutos, devido a problemas no mecanismo de retração do trem de pouso. O protótipo chegou a fazer um breve voo durante as provas de taxiamento em 28 de fevereiro de 1954, chegando a 1.5m de altitude por uma curta distância, não sendo considerado como primeiro voo. O segundo protótipo foi destruído em um acidente durante testes de tiro, quando o canopi arrebentou, despressurizando a cabine e provocando a ejeção do piloto de provas, que pensou que um problema no canhão tinha danificado a aeronave. O protótipo que restou foi aceito pela USAF em 1 de novembro de 1955.
Baseado nos testes e avaliações do XF-104, a próxima variante, o YF-104A foi desenvolvido. Essa aeronave contava já com os novos motores J79, um trem de pouso e tomadas de ar modificadas. O YF-104A e os modelos subsequentes do Starfighter eram 1,68 m mais longos, devido ao tamanho dos novos motores. O YF-104 inicialmente contava com o turbojato GE XJ79-GE-3, de 9.300lbf (41 kN) de empuxo seco e 14.800lbf (65 kN) de empuxo em pós-combustão, porém, esse motor foi substituido pela GE J79-GE-3A, com um pós-combustor aperfeiçoado. 17 aeronaves foram ordenadas pela USAF para testes em 30 de março de 1955. A primeira aeronave da variante voou em 17 de fevereiro de 1956, sendo operada como aeronave de provas. Em 1º de maio de 1957, um dos protótipos foi destruído quando os ailerons falharam, resultando na perda de controle. O piloto ejetou em segurança. A Lockheed fez várias modificações no YF-104 durante sua campanha de provas, incluindo reforços na célula, a adição da barbatana ventral para melhorar a estabilidade direcional em velocidades supersônicas e a instalação de um sistema de controle de camada limite (BLCS) para reduzir a velocidade de pouso.
Problemas encontrados no pós-combustor do J79 e a necessidade de integrar o míssil ar-ar AIM-9 Sidewinder atrasaram o desenvolvimento do F-104. Em 28 de janeiro de 1958, a primeira unidade de produção do F-104A foi entregue ao 83rd Fighter Weapons Squadron da USAF.

### Modificações para a OTAN

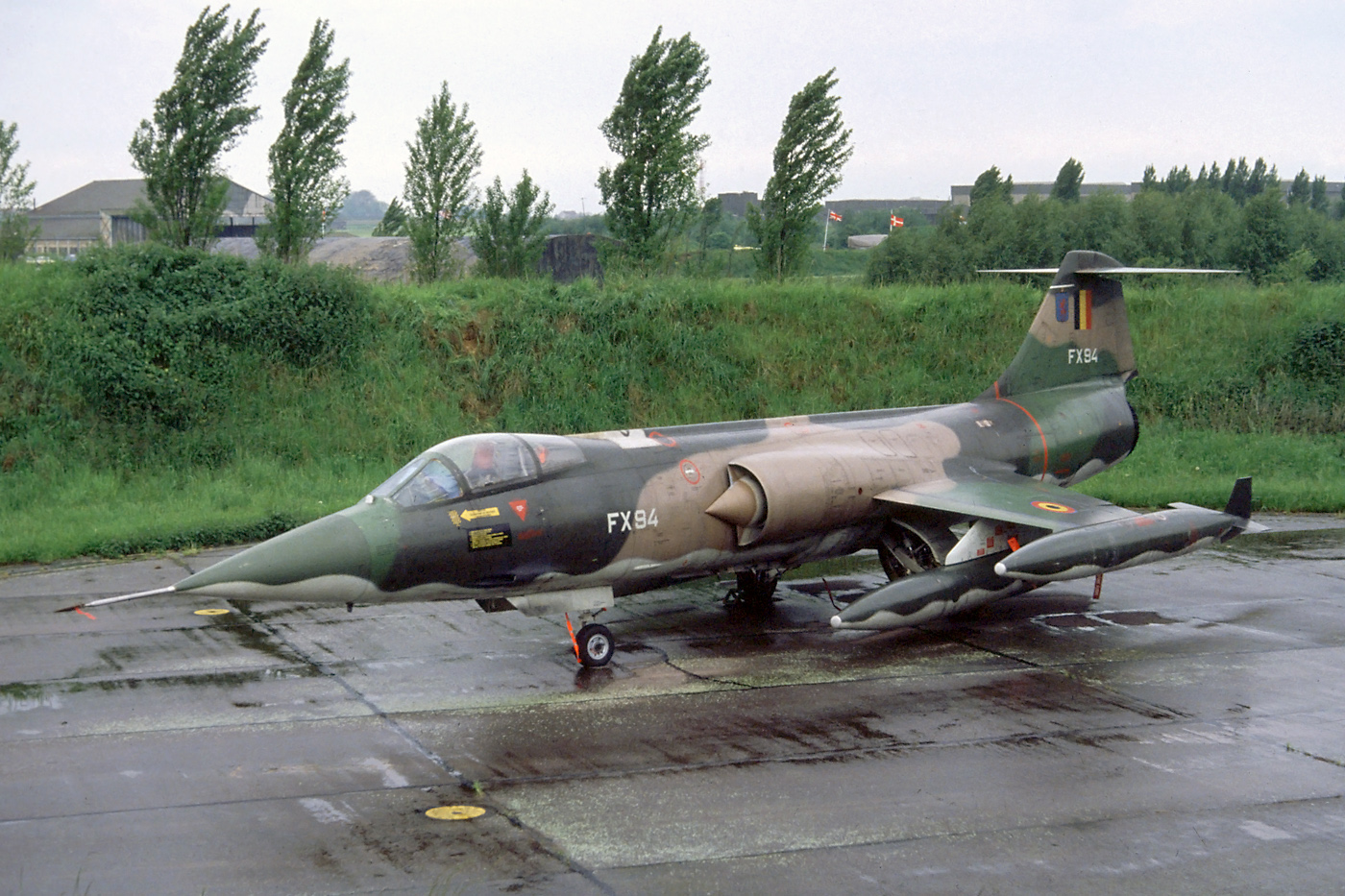
F-104G belga, em 1983

Em resposta à um requerimento alemão de 1957 para uma aeronave de combate multipropósito, a Lockheed reprojetou toda a célula, reforçando a fuselagem, empenagem e asas, novos paraquedas de frenagem e trens de pouso com novo sistema de freio e pneus maiores. O F-104G (G do inglês para Alemanha) "Super Starfighter" tinha um motor J79-GE-11A  (de maior desempenho), leme modificado (similar ao utilizado no F-104B/D), flapes revisados para melhorar a manobrabilidade, equipamento de degelo elétrico para as tomadas de ar. A aviônica foram aperfeiçoadas com a instalação de um radar de controle de tiro multimodo Autonetics NASARR F15A-41B, sistema de navegação inercial Litton LN-3 (primeiro sistema de tipo a ser empregado). Essas mudanças aumentaram a quantidade de carga externa que pode ser carregada para 1.400 kg (3.000lb), possibilitando que a aeronave possa carregar uma arma nuclear de 910 kg (2.000lb) no hardpoint ventral.
Logo após a Alemanha, a Bélgica, Países Baixos e Itália também selecionaram a aeronave, sendo essas quatro nações a se juntar em um consórcio para a construção sob licença do F-104 na Europa. O Arbeitsgemeinschaft (ARGE) Norte consistia das alemãs HFB, Focke-Wulf e Weserflug e das neerlandesas Fokker e Aviolanda; o ARGE Sul consistia somente de empresas alemãs, a Messerschimitt, Heinkel, Dornier e Siebel; o ARGE Oeste, consistindo das belgas SABCA e Avions Fairey; e o ARGE Itália, formado pelas italianas Fiat, Piaggio, Macchi, SACA e SIAI-Marchetti. Os quatro grupos construíram 350, 210, 189 e 200 aeronaves respectivamente. Em adição, 1.225 motores J79 foram produzidos sob licença na alemã BMW, na belga Fabrique Nationale e na italiana Alfa Romeo. O Canadá, que também selecionou a aeronave, construiu 121 conjuntos de asas, seções traseiras e empenagens produzidas pela Canadair para o consórcio, tendo também construindo 110 unidades do F-104G para a Europa. A Lockheed construiu 191 aeronaves TF-104G para países europeus e para o Canadá, além de fornecer peças de reposição e apoio técnico.
O consórcio multinacional estabeleceu um escritório de coordenação chamado NASMO (NATO Starfighter Management Office, Escritório de Gerenciamento do Starfighter para a OTAN) em Koblenz, na Alemanha, na qual foi responsável pela estandarização e cooperação na construção das aeronaves. O sucesso da NASMO foi evidenciado quando um F-104G foi construído na Base Aérea de Erding, na Alemanha, com peças de todas as fabricantes envolvidas no consórcio. Porém, a coordenação centralizada em Koblenz também provocava problemas, como atrasos para implementar modificações e atualizações. Algumas das modificações propostas na época foram a instalação de um gancho de parada, altímetro reserva e um sistema de fechamento de emergência do bocal do motor.
Ao todo, 2.578 aeronaves foram construídas pela Lockheed e todas as fabricantes que tiveram licença de construção.

## Descrição

### Célula
A célula estrutural do Starfighter é construída em metal (primariamente duralumínio, mas também com aço inoxidável e titânio). A fuselagem é duas vezes e meia maior que a envergadura das asas. As asas são centralizadas no plano de referência horizontal (ou no centro longitudinal da fuselagem) e posicionadas bem mais na popa da fuselagem do que em outros desenhos da época. A fuselagem de cauda é mais elevada no plano de referência horizontal da aeronave, dando a impressão de uma cauda levantada e um nariz baixo. Isso causava que a aeronave voasse "cabrada", ajudando a diminuir o arrasto, devido a isso, o tubo de pitot, as tomadas de ar dos motores e a linha de empuxo do motor teve que ser inclinado em relação à linha central da fuselagem.

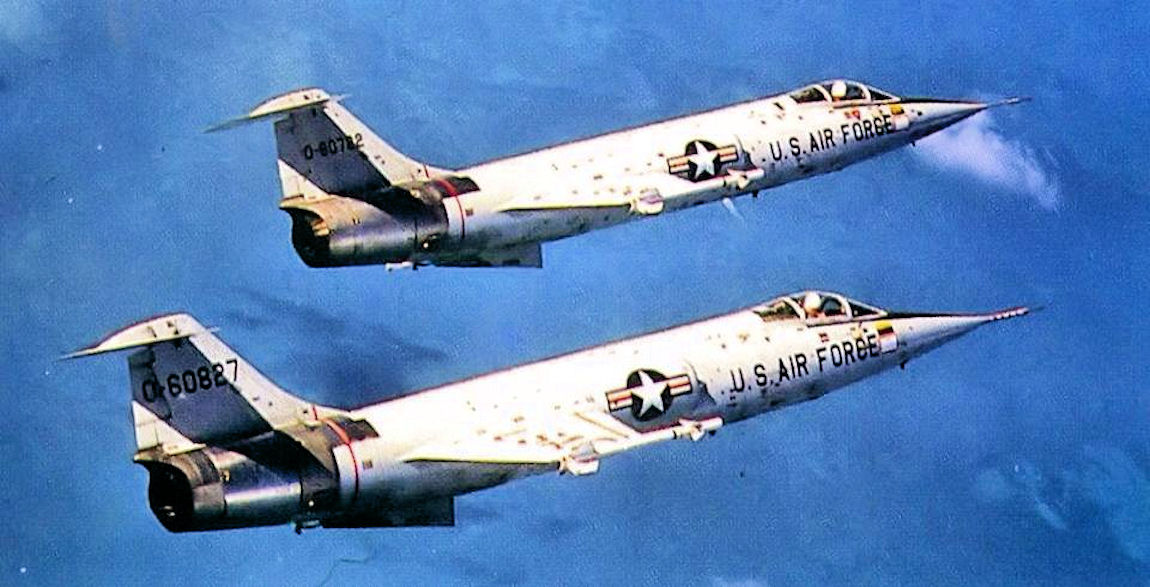
Lockheed F-104A

O F-104 tinha um desenho de asa bastante radical. Maioria dos caças a jato da época usavam asas enflechadas ou em delta (que balançavam o desempenho aerodinâmico, sustentação, espaço interno, capacidade de combustível e equipamentos embarcados). Testes feitos na Lockheed determinaram que a forma mais eficiente para voo supersônico seria uma asa trapezoidal, média, bastante pequena e fina. Maioria dos dados para essa decisão foram tomados de provas feitas com o Lockheed X-7, que contava com configuração de asa similar. O bordo de ataque da asa era enflechado em 26º com o bordo de fuga também enflechado, mas em menor ângulo.
O novo desenho de asa era extremamente fino, com uma razão de espessura-corda de 3.36% e o alongamento de 2.45. O bordo de ataque das asas era tão fino que era considerado perigoso para as equipes de terra, tendo instalada bainhas nos bordos durante as manutenções. Devido a finura das asas, os tanques de combustível e trem de pouso tiveram que ser alojados na fuselagem, além que os atuadores hidráulicos que comandam os ailerons eram limitados a 25mm de espessura para caber na asa.
A pequena asa causava uma velocidade de pouso inaceitavelmente alta, mesmo com flapes e slats abertos. Devido a isso, os projetistas desenvolveram um sistema de controle de camada limite (BLCS), que consistia de ar sangrado do motor em alta pressão, que era assoprado nos flapes para diminuir a velocidade de pouso em - pelo menos - 30 km/h e dar mais segurança na operação. Pousar sem o BLCS acionado poderia somente ser feito em emergências, sendo que, segundo os pilotos, era uma experiência assustadora, principalmente a noite.
O estabilizador horizontal era integral, montado no alto do leme, para reduzir o acoplamento de inércia. Devido ao leme ser levemente menor que a envergadura de uma asa e ter efetividade aerodinâmica similar, ele poderia servir como uma espécie de asa, podendo girar a aeronave na direção oposta do comando de leme. Para contrapor esse efeito, as asas foram inclinadas em 10º de ângulo anédral. Essa inclinação melhorou também a capacidade de giro em manobras de grandes forças G, comuns em combate ar-ar.
A fuselagem tinha uma grande razão de finura. Era delgada, afunilando em direção do nariz e com uma pequena área frontal. A fuselagem continha a aviônica, cabine de comando, canhão, combustível, trem de pouso e motor. O conjunto da asa e fuselagem provocava pouco arrasto (exceto em grande ângulo de ataque, quando o arrasto induzido se torna muito alto). O F-104 tem boa aceleração, razão de subida e velocidade máxima, porém o desempenho em giro sustentado era considerado parco. O Starfighter em configuração limpa (sem tanques nem armas externas) podia sustentar um giro de 7G abaixo de 1.524m de altitude com o pós-combustor acionado, porém, devido ao consumo alto de combustível do motor J79 e os tanques menores, essa manobra reduziria consideravelmente seu tempo em voo.

### Motor

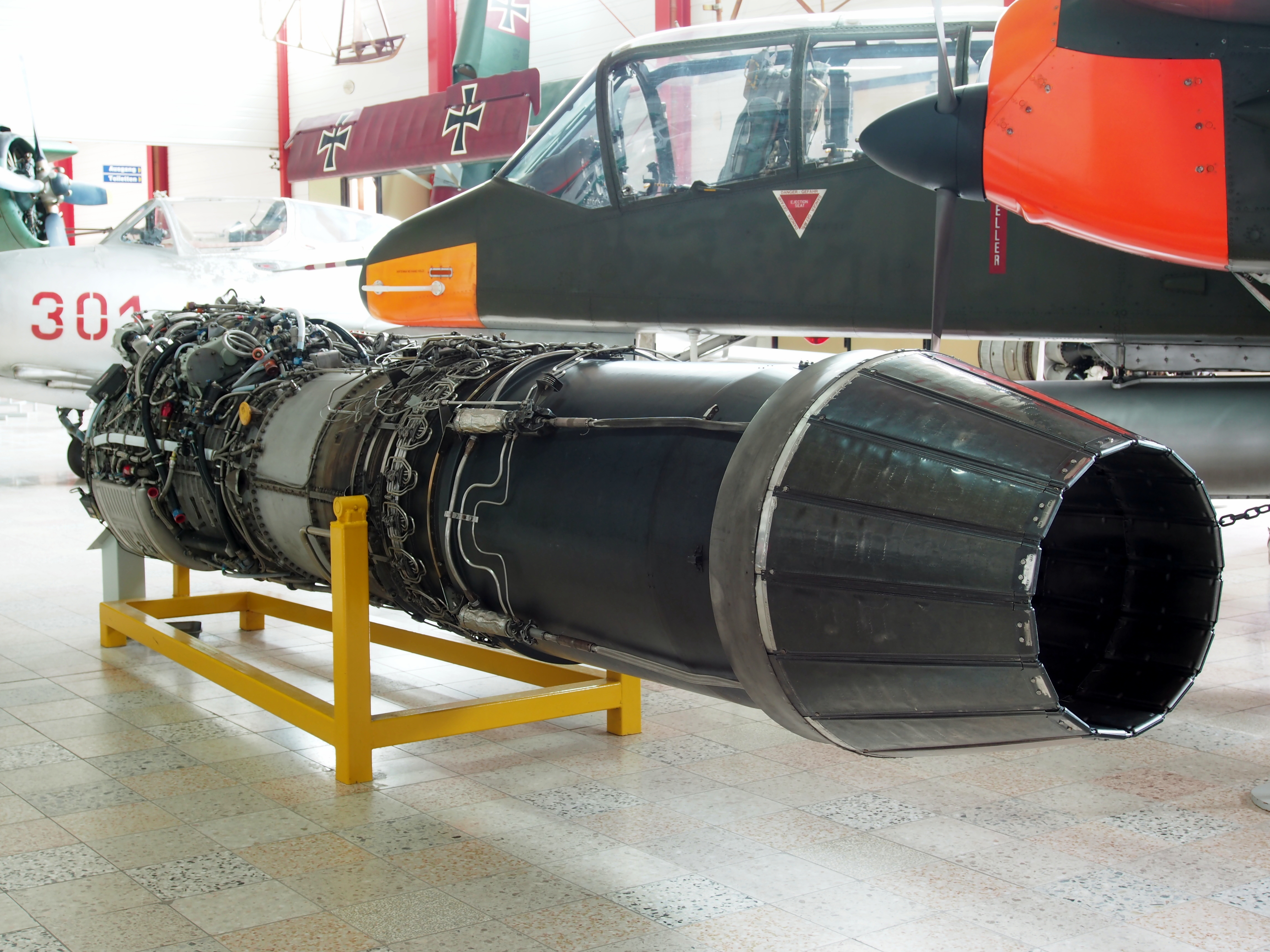
General Electric J79, utilizado no F-104

O F-104 foi projetado para utilizar o turbojato General Electric J79, alimentado por duas tomadas de ar com cones de choque fixos, otimizados para desempenho á Mach 1.7 (aumentado para Mach 2 quando foi atualizado o motor J79 do F-104). Ao contrário de algumas aeronaves supersônicas, o F-104 não tem tomadas de ar variáveis, com o ar excedente em velocidades supersônicas desviado em volta do motor. O ar desviado também ajuda no arrefecimento do motor. A razão empuxo-arrasto é excelente, possibilitando que a aeronave chegue a Mach 2. O empuxo disponível é limitado pela geometria da tomada e do duto de ar; a aeronave poderia exceder Mach 2 se não fosse pela falta de resistência dos painéis de duralumínio com relação ao calor gerado pela fricção do ar na fuselagem. Outra limitação à velocidade era que o motor podia superaquecer acima de Mach 2.
O motor consiste de um compressor de 17 estágios, uma caixa de acessórios, uma câmara de combustão anelar, uma turbina de três estágios e o pós-combustor. O J79-GE-19, versão mais potente do motor, produzia 11.900lbf (52.8 kN) de empuxo seco e 17.900lbf (79.6 kN) com o pós-combustor. Ar sangrado do 17º estágio do compressor era utilizado para vários propósitos na aeronave: BLCS, pressurização da cabine, ar-condicionado, remoção de chuva do parabrisa, bombas de transferência de combustível, canopi, desembaçador, degelo, pressão para o traje anti G do piloto, pressurização e arrefecimento da aviônica e expulsão de gases do canhão M61. A caixa de acessórios era responsável por duas bombas hidraulicas, dois geradores de frequência variável, um gerador para o tacômetro e as bombas de óleo e combustível.

### Armamento

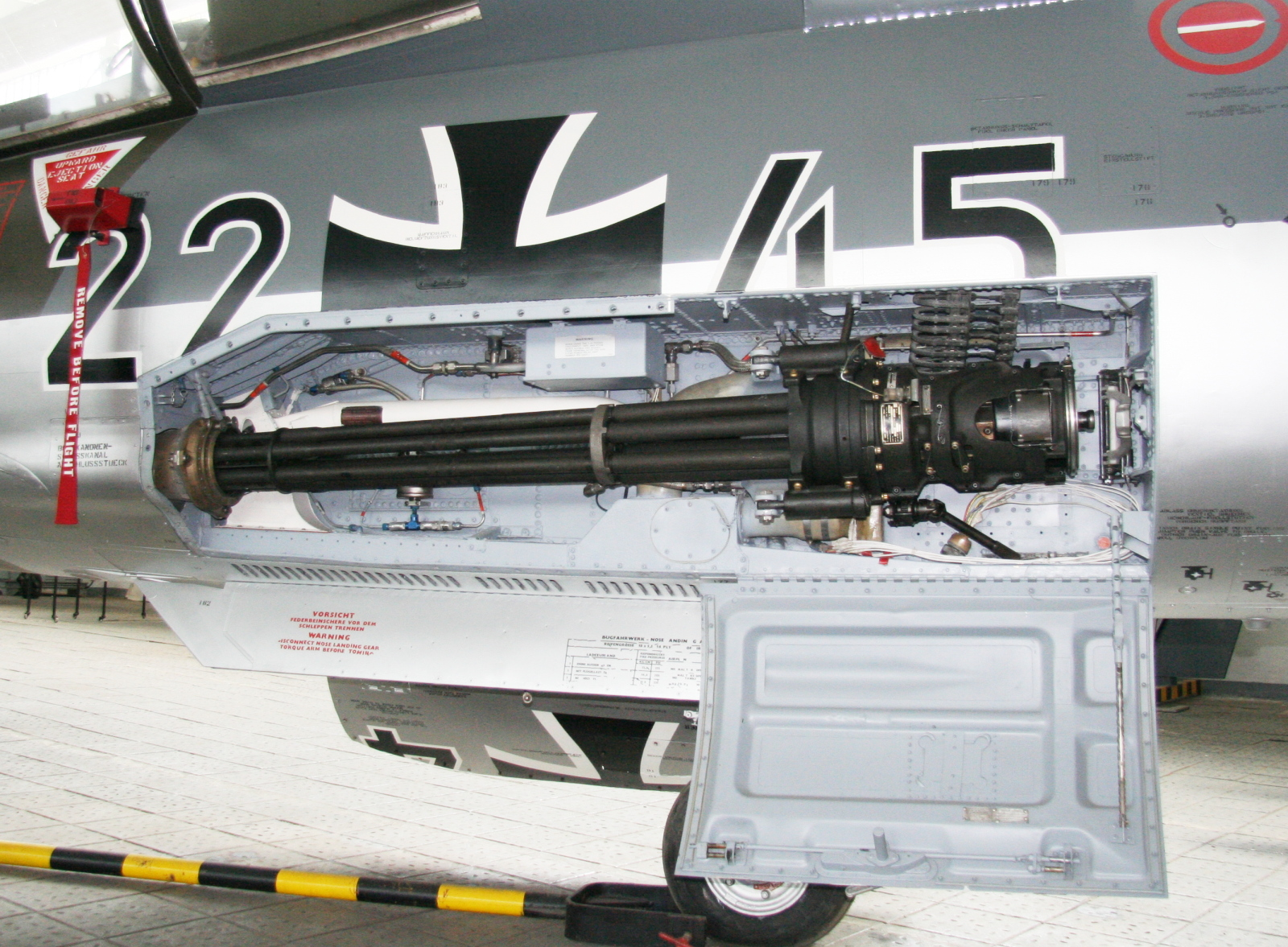
A baia de armas do F-104G aberta, expondo o canhão M61 Vulcan

O armamento básico do F-104 era um canhão General Electric M61 Vulcan, de 20mm, sendo a primeira aeronave a carregar o armamento; Devido a isso, as provas do Starfighter mostraram que a arma tinha problemas no uso de cinta de munição desintegrável, sendo propensa a falhas e apresentando riscos de danos por objeto estranho ao motor (FOD), devido os anéis das cintas de munição serem ejetadas e - ocasionalmente - serem sugadas pelos motores. Um sistema de alimentação sem cinta foi desenvolvido e instalado no canhão M61A1  do F-104C. O canhão (e seu sistema de alimentação) é utilizado até hoje em várias aeronaves de combate americanas.
O canhão, montado na ventral da fuselagem de proa, é alimentado por um tambor de 725 munições - posicionado atrás da cabine de comando. Com uma cadência de 6.000 disparos por minuto, o canhão podia esvaziar o tambor de munições em sete segundos. O canhão era deletado nas variantes biplace (dois assentos) e nas variantes de reconhecimento tático, com a posição do canhão e do tambor substituidos por tanques de combustível adicionais.
Dois mísseis ar-ar AIM-9 Sidewinder podiam ser montados em trilhos nas pontas das asas (que também poderiam carregar tanques de combustível). O F-104C e modelos consecutivos tiveram instalados um hardpoint ventral e dois nas asas para a montagem de bombas (inclusive nucleares, no hardpoint ventral), casulos de foguetes ou tanques de combustível externos. Um trilho "catamarã" para dois mísseis ar-ar Sidewinder poderia ser montado na ventral da fuselagem de proa, porém, a montagem era muito próxima do chão, deixando as cabeças de guiamento dos mísseis vulneráveis à detritos em terra. As duas variantes do F-104S tiveram instaladas um par de cabides de bombas abaixo das tomadas de ar e um trilho em cada asa, no total de nove hardpoints.
As primeiras unidades do Starfighter tinha capacidade de carregar e lançar um foguete ar-ar nuclear AIR-2A Genie, utilizando um trilho estendido retrátil. Essa configuração foi testada em uma única aeronave, não sendo adotada para uso operacional. A NASA, mais tarde, testou a mesma configuração para lançamento de foguetes sonda.

### Aviônica
Os primeiros Starfighters contavam com um radar estadimétrico RCA AN/ASG-14T1, sistema de navegação aérea tática (TACAN) e rádio UHF AN/ARC-34. O sistema de controle de tiro AN/ASG-14 usava uma antena de radar de 610mm com duas miras independentes (uma óptica e outro via infravermelho). Os primeiros radares tinham alcance de 32km em modo de busca, com modelos consequentes chegavam a 64km de alcance. O padrão de busca do radar era em espiral, cobrindo um cone de 90º. O modo de busca (search) era útil somente acima de 910m (3.000 ft), devido ao interferências do terreno abaixo dessa altitude. O modo de seguimento (track) tinha alcance limitado à 16km e o cone de cobertura fica somente em 20º, iniciando uma varredura de 270m a 2.740m no modo de aquisição automática (auto-acquisition). O radar tem um terceiro modo, de recepção, que somente era útil para localizar fontes de interferência de Contramedidas Eletrônicas (ECM).

### Assento Ejetor
Os primeiros Starfighters utilizavam um assento ejetor Stanley C-1, que ejetava o tripulante para baixo. Esse temor era devido a empenagem alta, que poderia ser um problema em uma ejeção normal, porém, isso apresentou problemas em ejeções em baixa altitude, problema esse que vitimou 21 pilotos da USAF em ejeções de baixa altitude. O assento Stanley foi substituído foi um assento Lockheed C-2, que ejetava o tripulante para o alto e com capacidade de ejetar acima da empenagem, porém, somente a velocidades acima de 167km/h (90 kn). Muitas aeronaves de exportação tiveram os assentos originais substituídos por assentos britânicos Martin-Baker Mk.7, com capacidade zero-zero (ejeção em zero altitude e zero velocidade).

## Histórico Operacional

### Estados Unidos

#### Serviço Inicial
Apesar do F-104 ter sido projetado como um caça de superioridade aérea, a Força Aérea dos Estados Unidos (USAF) tinha a necessidade imediata de um interceptador supersônico. No final dos anos 50, o governo norte-americano acreditava que estava significativamente atrás da União Soviética em termos de bombardeiros a jato. Em resposta, a USAF ordenou dois interceptadores da Convair, o F-102 Delta Dagger e o F-106 Delta Dart, porém, ambas as aeronaves estavam com seus desenvolvimentos atrasados. A velocidade e razão de subida do F-104 interessaram a USAF, que pôs o F-104A em serviço como interceptador interino do Comando de Defesa Aérea (ADC), apesar de seu armamento e alcance não serem adequados para o emprego de interceptador. Em 26 de fevereiro de 1958, a primeira unidade do F-104A foi entregue ao 83rd Fighter Interceptor Squadron (FIS), na Base Aérea de Hamilton, na Califórnia.
A nova aeronave - na época - teve problemas com o motor J79 e o canhão M61 Vulcan, tanto que após três meses, a unidade foi groundeada (proibida de voar) após alguns acidentes provocados pelo motor. As aeronaves foram modificadas, recebendo o motor J79-GE-3B e sendo recebida por mais três unidades da ADC. Nessa época, o interesse da USAF no F-104 diminuiu, devido a mudança de estratégias e necessidade por aeronaves com maior alcance e armamento. Como resultado, a USAF reduziu o requerimento de aeronaves de 722 para 170, com as aeronaves operadas pela ADC sendo repassadas para a Guarda Aérea Nacional (ANG) após somente um ano de serviço.

#### Crise do Estreito de Taiwan de 1958

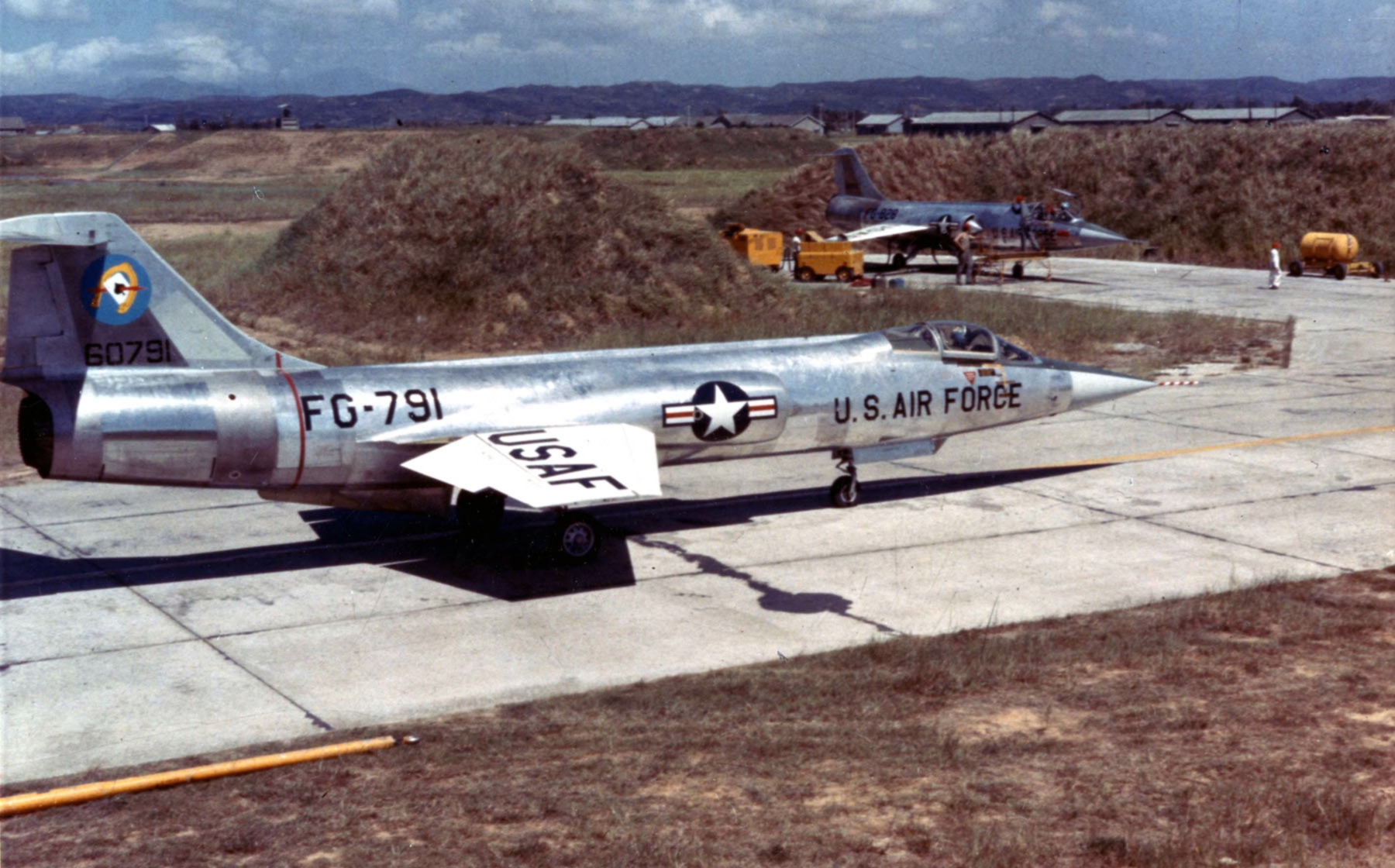
Um F-104A do 83rd FIS na Base Aérea de Taouyan durante a Segunda Crise do Estreito de Taiwan

Em agosto de 1958, após apenas alguns meses após entrar em serviço, o 83rd FIS foi atribuída a missão de defesa de espaço aéreo e dissuasão em Taiwan, após a República Popular da China iniciar uma intensa campanha de bombardeamentos contra a Taiwan nas áreas disputadas de Quemói e Matsu. A tensão entre as duas forças era grande; duelos de artilharia eram constantes desde a primeira crise em 1954 e a Força Aérea do Exército de Libertação Popular (FAELP) havia realocado recentemente 200 aeronaves MiG-15 e MiG-17 em aeródromos próximos a ilha para lutar contra a Força Aérea de Taiwan (ROCAF). De acordo com o Coronel Howard "Scrappy" Johnson, um dos pilotos de F-104 enviados para Taiwan, a presença dos Starfighters era para que a FAELP "os plotassem nas telas de seus radares...sentassem e ficassem coçando suas cabeças consternados".
Em 10 de setembro, o primeiro F-104 americano chegou em Taiwan, desmontado dentro de um C-124 Globemaster II. Esta foi a primeira vez que transporte aéreo foi utilizado para carregar aeronaves de caça à longas distâncias. Após 30 horas da chegada, a primeira aeronave do esquadrão já voava, aos comandos do Primeiro Tenente Crosley J. Fitton, e em 19 de setembro, todo o esquadrão já se encontrava em alerta de 24 horas. O F-104 fez várias passagens supersônicas entre Taiwan e China como uma demonstração de superioridade aérea e, apesar de não haver mais confrontos até a desmobilização do esquadrão após o cessar fogo do dia 6 de outubro, os Starfighters proveram um efeito considerável de dissuasão. Segundo o General Laurence Kuter, chefe de estado maior das Forças Aéreas do Pacifico da USAF, reportou que a presença dos F-104 deu "uma tremenda impressão em ambos os lados do estreito".

#### Crise de Berlim de 1961

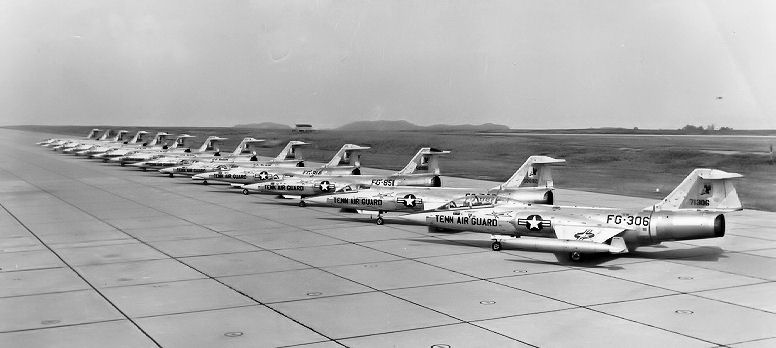
F-104 da Guarda Aérea Nacional do Tennessee na Base Aérea de Ramstein, na Alemanha, em 1961

Durante a Crise de Berlim de 1961, o presidente norte-americano John F. Kennedy ordenou que 148.000 militares da Guarda Nacional dos Estados Unidos fossem enviados para a Alemanha Ocidental, em resposta ao movimento soviético de cortar o acesso aliado à Berlim. 21.067 desses militares eram da Guarda Aérea Nacional (ANG), formando 18 esquadrões de caça, quatro de reconhecimento, seis de transporte e um grupo de controle tático. Em 1º de novembro de 1961, a USAF mobilizou mais três esquadrões de caça da ANG. No final de outubro e início de novembro, oito das unidades de caça foram enviadas para a Europa, com 216 aeronaves na Operação Star Step. Devido ao curto alcance, 60 aeronaves F-104A foram transportadas para a Europa no final de novembro.
Da mesma forma que na Crise de 1958 em Taiwan, os Starfighters americanos não engajaram em combates, porém, serviram como instrumento de dissuasão, demonstrando curtos tempos de reação da defesa aérea aliada e alta aceleração durante os treinos de interceptações, se provando superior a todas as outras aeronaves de combate no teatro de operações. A crise se findou no verão de 1962, com o pessoal da ANG retornando para os Estados Unidos. O desempenho do F-104 nas operações em Berlim convenceu o Comando de Defesa Aérea da USAF à retornar alguns F-104 ao serviço ativo em 1963.

#### Guerra do Vietnã

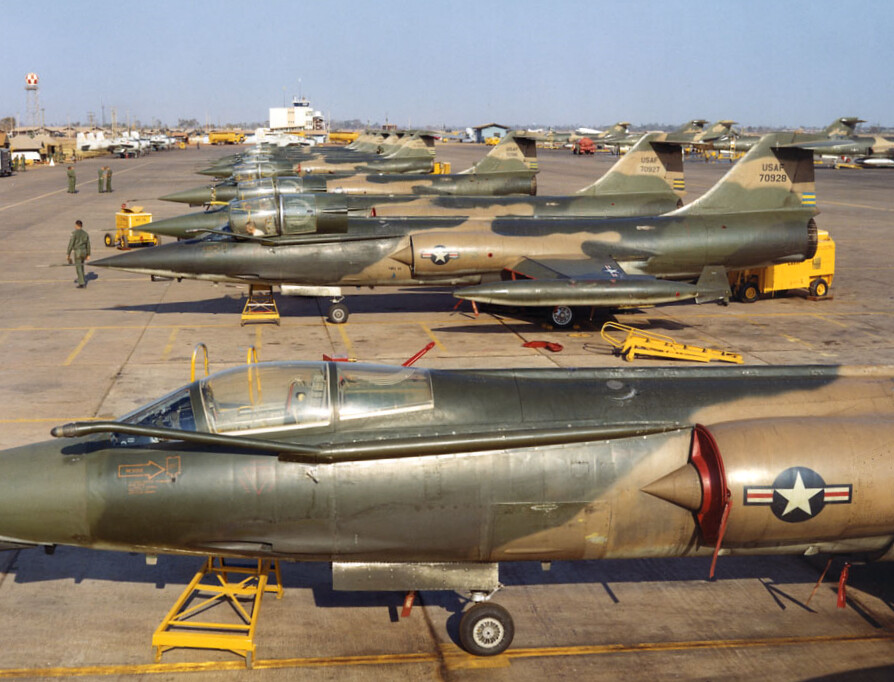
F-104B do 435th TFS na Base Aérea de Udorn, na Tailândia, em 1965

O F-104C entrou em serviço pelo Comando Aerotático (TAC) da USAF como um caça multipropósito. O 479th Tactical Fighter Wing (TFW), na Base Aérea do George, na Califórnia, foi a primeira unidade a ser equipada com esta variante, em setembro de 1958. No início da Operação Rolling Thunder, o Starfighter foi utilizado em missões de superioridade aérea e apoio aéreo. Em 19 de abril de 1965, o 476th Tactical Fighter Squadron (TFS) do 479º TFW foi baseado na Base Aérea de Da Nang, no Vietnã, tendo como missão proteger os caças-bombardeiros F-105 Thunderchief de ataques de MiG-17 e - principalmente - MiG-21 da Força Aérea Popular do Vietnã (FAPV). Os F-104 também foi empregado extensivamente em missões de BARCAP (Patrulha Aérea de Combate em Barreira), protegendo aeronaves de alerta avançado EC-121D Warning Star na costa do Vietnã do Norte. O F-104 teve sucesso em deter interceptadores da FAPV e em ações de apoio aéreo aproximado (CAS), apesar de não ter se envolvido em combates aéreos e nem marcado nenhuma vitória ar-ar durante o conflito. Os norte vietnamitas tinham uma grande noção do desempenho do F-104 e os pilotos do 479º TFW percebiam que os interceptadores da FAPV evitavam deliberadamente engajar os Starfighters. Vinte e cinco aeronaves vietnamitas foram abatidas por caças americanos direcionados pelos EC-121 e os F-104 foram vitais para manter a proteção dessas aeronaves.
Na primeira implantação do F-104 no Vietnã, em abril a dezembro de 1965, Starfighters voaram 2.937 saídas de combate. Estas saídas resultaram na perda de cinco aeronaves (uma do 476th TFS - que operou de abril a julho de 1965 - e quatro do 436th TFS - de julho a outubro de 1965). Um incidente em 20 de setembro de 1965 custou três aeronaves após um F-104, pilotado pelo Capitão Philip E. Smith, invadir a fronteira chinesa e ser abatido por um Shenyang J-6 chinês e outras duas aeronaves sofrerem uma colisão aérea enquanto procuravam pelo caça de Smith. Nenhuma aeronave do 435th TFS foi perdida durante as operações do F-104 no Vietnã de outubro a dezembro de 1965.
Os Starfighters voltaram para o Vietnã quando o 435th TFS operou no teatro de junho de 1966 a agosto de 1967. Durante essa época, os F-104 voaram 2.269 saídas de combate (totalizando 5.506 saídas no Vietnã). Os F-104 que operaram no Vietnã foram atualizados com receptores de alerta radar (RWR) AN/APR-25/-26. Durante essa época, nove aeronaves foram perdidas - totalizando 14 Starfighters perdidos no conflito. Em julho de 1967, os F-104 foram substituídas por caças F-4 Phantom II no Vietnã. No mesmo ano, os F-104C da TAC foram repassadas para a Guarda Aérea Nacional (ANG).
| Data        | Unidade   | Causa da Perda / Notas                                                                                      |
| ----------- | --------- | --- |
| 29 Jun 1965 | 476th TFS | Abatido por fogo antiaéreo inimigo durante missão de apoio aéreo aproximado (CAS).                          |
| 22 Jul 1965 | 436th TFS | Abatido por fogo antiaéreo inimigo durante missão de apoio aéreo aproximado (CAS).                          |
| 20 Set 1965 | 436th TFS | Abatido por um Shenyang J-6 da FAELP durante uma missão de patrulha aérea de combate (MIGCAP).              |
| 20 Set 1965 | 436th TFS | Colisão aérea enquanto conduzia uma busca aérea de um F-104C abatido pela FAELP.                            |
| 1 Ago 1966  | 435th TFS | Abatido por um míssil superfície-ar S-75 Dvina durante uma missão de escolta na Operação Iron Hand.         |
| 1 Ago 1966  | 435th TFS | Abatido por um míssil superfície-ar S-75 Dvina durante uma missão de escolta na Operação Iron Hand.         |
| 1 Set 1966  | 435th TFS | Abatido por fogo antiaéreo inimigo durante missão de reconhecimento tático.                                 |
| 2 Out 1966  | 435th TFS | Abatido por um míssil superfície-ar S-75 Dvina à 3.048m (10.000ft) durante missão de reconhecimento tático. |
| 20 Out 1966 | 435th TFS | Abatido por fogo antiaéreo inimigo durante missão de reconhecimento tático.                                 |
| 12 Jan 1967 | 435th TFS | Perda operacional; acidentado enquanto pousava após uma missão de CAP.                                      |
| 16 Jan 1967 | 435th TFS | Perda operacional; falha de motor durante uma missão de CAP.                                                |
| 28 Jan 1967 | 435th TFS | Perda operacional; falha de motor durante uma missão de CAP.                                                |
| 14 Mai 1967 | 435th TFS | Perda operacional; falha de motor durante uma missão de reconhecimento tático.                              |

#### Últimos anos de serviço
O serviço do F-104 na USAF foi se findando logo após a última implantação das aeronaves no Vietnã, em 1967. Apesar dos F-104A ainda em serviço terem sido atualizados com motores J79-GE-19 (mais confiável e potente), o último Starfighter saiu do serviço regular da USAF em 1969. A aeronave continuou em serviço na Guarda Aérea Nacional de Porto Rico até 1975, quando foi substituido pelo A-7 Corsair II.
O último uso do F-104 em matricula americana foi para treinamento de pilotos da Luftwaffe, com um esquadrão de F/TF-104G baseados na Base Aérea de Luke, no Arizona. Apesar das aeronaves operarem com matriculas americanas, elas eram de propriedade do governo da Alemanha Ocidental. Estas aeronaves foram operadas até 1983.

#### NASA
A NASA recebeu 11 F-104, dos quais utilizou por 38 anos como aeronave de provas e aeronave "paquera" para uma variedade de estudos em alta velocidade ou condições extremas. Um dos usos do F-104 foi os testes do escudo térmico do Ônibus Espacial da NASA, voando em altas velocidades em chuva para simular as condições de uma reentrada na atmosfera.

### Paquistão

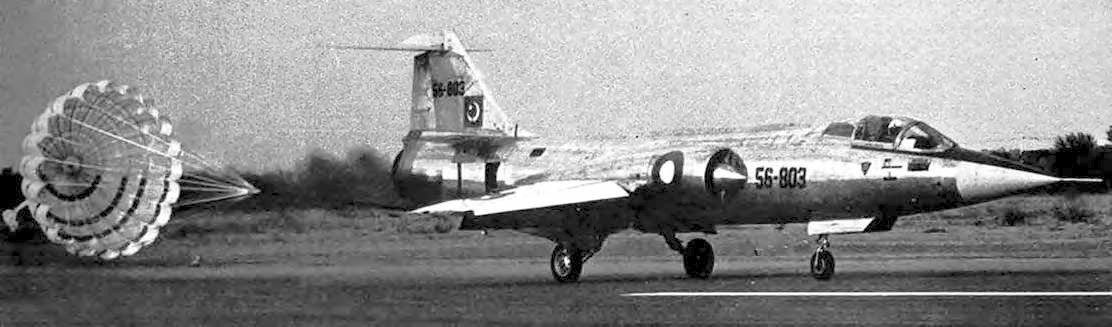
F-104A paquistanês pousando

Em 1961, o Paquistão, aliado extra-OTAN, recebeu, via Programa de Assistência Mutua (MAP), 14 caças Starfighter (12 F-104A e 2 F-104B). Essas aeronaves haviam sido atualizadas com assento ejetores Lockheed C-2 e radar AN/ASG-14T1, motores J79-GE-11A e canhões M61 Vulcan revisados a pedido da Força Aérea Paquistanesa (FAP). Um F-104B foi modificado como aeronave de reconhecimento tático, com a instalação de uma câmera de reconhecimento TA-7M, de produção sueca, na assento traseiro da aeronave. Um F-104A também foi modificado com a instalação de aparelhos de detecção de radares, como um Localizador de Radares (RALOR) e um detector de emissões de radar de baixa altitude e curto alcance (SLARD). O Esquadrão Nº9 "Griffins" (Grifos) foi o único operador da aeronave na FAP.
A FAP forneceu instrutores da aeronave para a Real Força Aérea da Jordânia (RFAJ) quando os mesmos receberam o Starfighter em 1968. O F-104 serviu na FAP de 1961 à 1972, sendo retirado de serviço devido a falta de peças de reposição, uma vez que o Paquistão sofria sanções dos Estados Unidos na época.

#### Conflito do Rann de Kutch

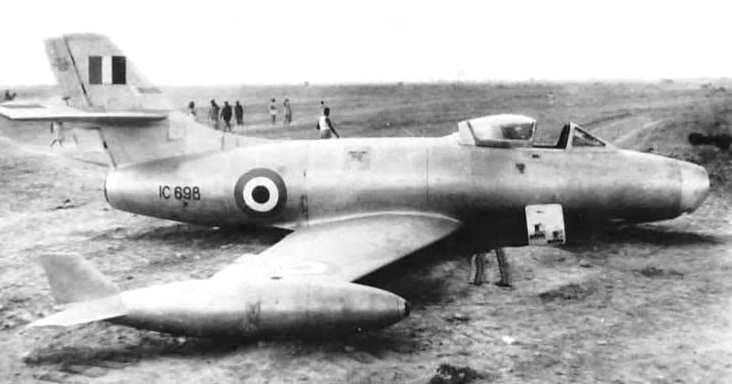
Um Dassault Ouragan indiano interceptado por caças F-104 paquistaneses foi obrigado a fazer um pouso forçado durante a Crise do Rann de Kutch, em 1965.

Durante a Crise do Rann de Kutch em abril de 1965, um destacamento de dois F-104 foi deslocado para a Base Aérea de Mauripur, sob os comandos do Líder de Esquadrão (Ldr. Esqd.) Mervyn Middlecoat. Um F-104A, pilotado por Tenente-Aviador (Ten. Av.) Farooq Umar deu apoio aéreo as unidades do Exército Paquistanês na recaptura de Biar Bet, lutando contra forças índianas. Em junho, um F-104 forçou que um Dassault Ouragan indiano pousasse em um campo na vila de Jangshahi, logo após intrudir o espaço aéreo paquistanês.

#### Guerra Indo-Paquistanesa de 1965

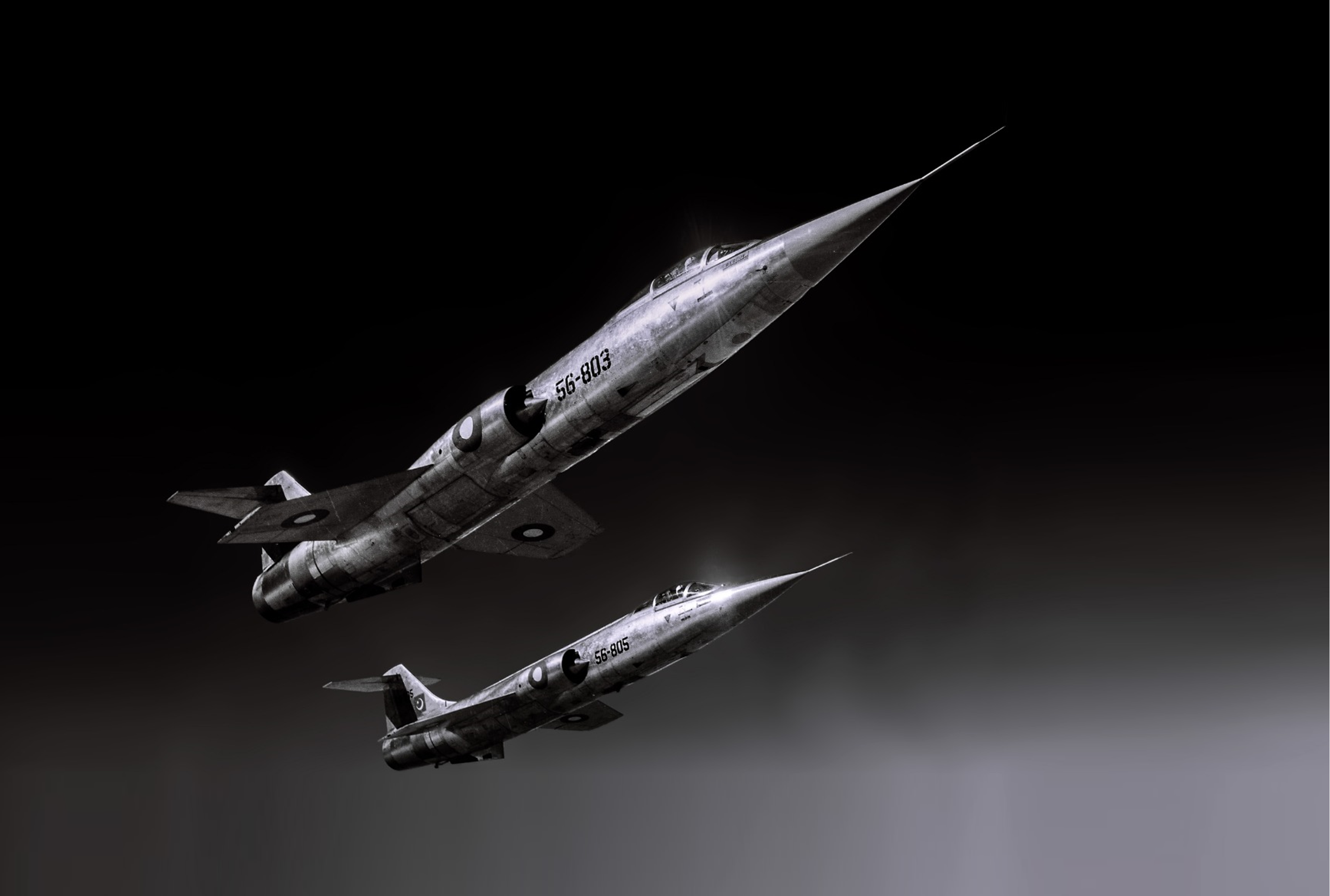
Dois F-104A paquistaneses em uma saída de treinamento, em 1964

Os F-104 da PAF foram empregados de vários modos durante a Guerra Indo-Paquistanesa de 1965. Alguns desses empregos incluíam defesa aérea, interceptação, caça noturna e reconhecimento tático.
Nas primeiras horas da guerra aérea, no dia 1º de setembro de 1965, o Ten. Av. Farooq Umar, sob ordens do estado maior da FAP, executou duas passagens supersônicas com o F-104 sobre a Base Aérea Indiana de Amritsar, como uma demonstração de força.
Em 3 de setembro de 1965, dois F-104A - pilotados pelo Oficial Aviador (Of. Av.) Abbas Mirza e pelo Ten. Av. Hakimullah - interceptaram seis Folland Gnat da Força Aérea Indiana (FAI) sobre a localidade de Akhnoor, em Jamu & Caxemira. Esta formação havia sido atacada antes por um F-86 Sabre paquistanês e voltava a base após ter suas aeronaves danificadas. Os F-104 paquistaneses fizeram passagens supersônicas perto da formação, causando pânico nos pilotos. Na confusão, o Líder de Esquadrão Brij Pal Singh Sikand pousou seu Gnat em um aeródromo paquistanês abandonado, nas proximidades de Pasrur.
A primeira vitória de um F-104 da FAP na guerra aconteceu no amanheceu do dia 6 de setembro de 1965, quando um par de F-104A - pilotados pelo Ten. Av. Aftab Alam Khan e pelo Ten. Av.  Amjad Hussain Khan - foram vetorados contra quatro Dassault Mystere IV indianos que atacavam um trem na estação de Ghakar. O Ten. Av. Amjad abandonou o combate devido a falhas em seu rádio, porém do Ten. Av. Aftab continuou com a interceptação, abatendo um Mystere IV com um míssil AIM-9B Sidewinder (sendo essa a primeira vitória ar-ar com mísseis da FAP) e danificando outro com o canhão. Esse abate é negado pela FAI.
Em 7 de setembro de 1965, um F-104A - pilotado pelo Ten. Av. Amjad Hussein Khan - interceptou seis Dassault Mysteres indianos que executavam um ataque contra a Base Aérea de Sargodha. Apesar de cinco das aeronaves da formação terem escapado, um combate aéreo aproximado (dogfight) se formou entre o Starfighter do Ten. Av Amjad e o Mystere do Ldr. Esqd. Ajjamada Devaiah. Amjad disparou um míssil AIM-9B contra o caça indiano, mas o mesmo errou o alvo. Forçado a utilizar o canhão, Amjad chegou a acertar alguns disparos contra a aeronave de Devaiah, porém, pego em um combate de baixa velocidade e alto G (características que não favorecem o F-104) por um piloto indiano muito determinado, acabou tendo que colidir seu F-104 contra a aeronave indiana, resultando na destruição de ambas as aeronaves. O Ten. Av. Amjad pode ejetar em segurança nas proximidades de Kot Nakka, porém, o Ldr. Esqd. Ajjamada Devaiah acabou morrendo no combate. Devaiah acabou sendo agraciado postumamente com o Maha Vir Chakra por suas ações nesse dogfight.
Em 11 de setembro de 1965, um F-104A - pilotado pelo Ten. Av. Hakimullah - quase engajou um MiG-21F indiano durante uma Patrulha Aérea de Combate (CAP) sobre Laore, porém, teve que abandonar a interceptação, devido a falta de combustível.
Em 13 de setembro de 1965, o comandante do Esquadrão Nº9, Comandante de Ala (Cmt. Ala) Mervyn Middlecoat disparou um míssil Sidewinder contra um bombardeiro Canberra indiano durante uma interceptação noturna. Foi reportado uma explosão a 1.219m (4000 ft), porém não foi possível a confirmação do abate.
Em 21 de setembro de 1965, o Ldr. Esqd. Jamal A. Khan - pilotando um F-104A - abateu um Canberra indiano com um míssil Sidewinder durante interceptação noturna nas proximidades de Fazilka.
No total, durante a Guerra Indo-Paquistanesa de 1965, os F-104 voaram 204 saídas de combate diurnas e 42 noturnas, somando 246h45min de voo em combate.

#### Guerra Indo-Paquistanesa de 1971
No inicio das hostilidades de 1971, a FAP empregou o F-104 em operações de ataque contra terra e operações ar-ar. Algumas unidades da RFAJ foram recebidas por emprestimo pela FAP durante a guerra.
No início de dezembro de 1971, a FAP lançou a Operação Chengiz Khan (inspirada na Operação Foco israelense) após uma série a intervenção indiana no Paquistão Oriental. Como parte desses ataques preventivos, os Starfighters foram empregados em missões de ataque contra estações de radar indianas.
Em 3 de dezembro de 1971, uma formação de dois F-104 atacaram a estação de radar indiana em Amritsar. Esta estação foi atacada novamente no dia seguinte por dois F-104A - pilotados pelos Ldr. Esqd. Amanullah e Ldr. Esqd. Rashid Bhatti, porém, não tiveram sucesso devido ao pesado fogo anti-aéreo. Na mesma ação, um Folland Gnat e um Sukhoi Su-7 indianos foram abatidos pelos Starfighters.
Em 8 de dezembro, um F-104A - pilotado pelo Ten. Av. Manzoor Bokhari interceptou e abateu um bombardeiro Canberra indiano.
Em 10 de dezembro, um F-104A - pilotado pelo Cmt. Ala Arif Iqbal - abateu um Breguet Alizé da Marinha Indiana durante o ataque do mesmo à Okha Port.
Em 11 de dezembro, uma formação de dois F-104A - pilotados pelo Cmt. Ala  Arif Iqbal e pelo Ldr. Esqd. M. Amanullah atacaram a Base Aérea indiana de Uttarlai. Durante esta ação, o Ldr. Esqd. Amanullah destruiu um HF-24 Marut indiano estacionado na rampa da base aérea com seu canhão e o Cmt. Ala Iqbal abateu outro HF-24 enquanto o mesmo decolava.
Na manhã de 12 de dezembro, o primeiro combate aéreo entre um F-104 e um MiG-21 aconteceu quando o Cmt. Ala Mervyn Middlecoat e seu ala - Ten. Av. Tariq Habib - foram interceptados por dois MiG-21FL indianos, do Esquadrão Nº47 da FAI, enquanto atacavam a Base Aérea indiana de Jamnagar. Enquanto a formação de F-104 voltava para o Paquistão, um MiG-21 disparou um míssil ar-ar K-13 contra o F-104 do Cmt. Ala Mervyn. Apesar do piloto do F-104 ter conseguido desviar do projétil, um segundo míssil foi disparado à 300m do F-104 do Cmt. Ala Mervyn, abatendo a aeronave. Mervyn foi visto ejetando do F-104 sobre o Golfo de Kutch, porém, seu corpo jamais foi encontrado. A FAP, inicialmente, o declarou desparecido em combate, porém, depois o declararam morto em combate, sendo agraciado postumamente com a Sitara-e-Jurat.
A segunda perda de um F-104 em combate na Guerra Indo-Paquistanesa de 1971 aconteceu no dia 17 de setembro, quando um par de Starfighters (ambos recebidos por empréstimo da Jordânia) executavam uma missão de Patrulha Aérea de Combate (CAP) nas proximidades de Hiderabade quando foram vetorados para interceptar dois MiG-21 indianos que inavdiam o espaço aéreo paquistanês. O ala da formação, Ten. Av. Samad Ali Changezi, engajou um dos MiG-21, chegando a ficar nas seis horas da aeronave indiana (ou seja, exatamente atrás). Sem perceber, outro MiG-21 conseguiu se encaixar nas seis horas do F-104 e disparar um míssil K-13, que acabou não acertando a aeronave paquistanesa. O líder da formação tentou o alertar sobre o MiG, mas não teve resposta. Quando Changezi tentava abater o MiG em sua frente, o MiG indiano que o perseguia conseguiu disparar um segunda K-13, acertando o F-104 em cheio. O Starfighter do Ten. Av. Changezi caiu na área de Mirpur Khas, matando seu piloto. Changezi foi agraciado postumamente com a Sitara-e-Jurat por seu serviço em combate. No mesmo dia, a FAI reivindicou o abate de mais dois F-104 paquistaneses, incluindo a aeronave pilotada pelo Ldr. Esqd. Rashid Bhatti; Porém, segundo a FAP, essa aeronave voltou sem danos à Base Aérea de Masroor.

### Taiwan

#### Conflito do Estreito de Taiwan de 1967
Em 13 de janeiro de 1967, uma formação de quatro F-104G da Força Aérea de Taiwan (ROCAF) engajou uma formação de caças Shenyang J-6, da Força Aérea do Exército de Liberação Popular (FAELP), sobre a ilha de Quemói. O Major Hu Shih-lin e o Capitão Shih Bei-puo abateram um J-6 cada, com mísseis AIM-9B Sidewinder. Um F-104 não retornou para a base e foi considerado desaparecido em combate.
O projetista do F-104, Kelly Johnson, declarou que esse combate em particular ilustrava bem as vantagens e fraquezas do Starfighter em combate aéreo: "Pegamos eles na aceleração e altitude, mas não conseguíamos acompanhar nas curvas". Na época, Johnson trabalhava em uma nova variante do F-104, com asas maiores e de maior manobrabilidade, o CL-1200 Lancer.

## Variantes
- XF-104: Protótipo. Duas unidades produzidas, propelidas por motores Wright J65 (devido ao J79 não ter ficado pronto ainda). O segundo protótipo foi equipado com um canhão M61 Vulcan, para provas de armamento. Ambos os protótipos foram destruídos em acidentes.[13]
- F-104A: Aeronave de interceptação monoplace.[13] 153 unidades construídas.[25]
  - YF-104A: Aeronave de pré-produção, utilizada para testes em motores, equipamento e provas de voo.[17] 17 unidades foram construídas, com primeiro voo em 17 de fevereiro de 1956.[13]
  - NF-104A: Aeronaves de treinamento de astronautas, equipadas com foguetes Rocketdyne LR121/AR-2-NA-1, de 6.000 lbf (27 kN). Esta aeronave podia alcançar 36.800m (120.800 ft). Três unidades convertidas.[64]
  - QF-104A: Veículo Aéreo Não Tripulado (VANT) de provas e alvo aéreo. Podendo ser tanto controlados remotamente (tanto em terra quanto desde outra aeronave) quanto por pilotos a bordo. 24 unidades convertidas (4 YF-104A e 20 F-104A).[13]
- F-104B: Aeronave de treinamento biplace baseada no F-104A, tendo capacidade de combate.[25] O F-104B conta com um leme maior, nova barbatana vertical, menor capacidade de combustível e o canhão havia sido deletado. 26 unidades construídas.[12]
- F-104C: Aeronave de caça-bombardeiro produzida para a Comando Aero-Tático da USAF. Equipado com o radar de controle de tiro AN/ASG-14T-2, cinco hardpoints (um na ventral e quatro sob as asas), capacidade de reabastecimento em voo e capacidade de carregar uma arma nuclear Mark 28 ou B43 no hardpoint ventral. 77 unidades foram construídas.[24]
- F-104D: Aeronave de treinamento biplace baseada no F-104C. 21 unidades construídas.[25]
  - F-104DJ: Aeronave de treinamento biplace baseada no F-104J para a Força Aérea de Autodefesa do Japão (JASDF). 20 unidades construídas pela Lockheed e outras 19 construídas no Japão, pela Mitsubishi e Kawasaki.
- F-104F: Conversão de aeronaves F-104D atualizada com o motor do F-104G para a Luftwaffe. Não contava com radar nem com capacidade de combate. 30 aeronaves convertidas.[20]
- F-104G: Aeronave de combate multifunção, construída pela Lockheed e sob licença pelo consórcio europeu constituído pela Messerschimitt/MBB (Alemanha Ocidental), Fiat (Itália), Fokker (Países Baixos) e SABCA (Bélgica). A variante contava com fuselagem, empenagem e asas reforçadas, maior barbatana ventral e leme modificado, flapes revisados, novos paraquedas de frenagem e trens de pouso com novo sistema de freio e pneus maiores. A aviônica atualizada contava com um radar de controle de tiro Autonetics NASARR F15A-41B e sistema de navegação inercial Litton LN-3. 1.127 unidades foram construídas.[20][12][17][11]
  - F-104G CCV: Aeronave de provas para sistemas de controle de voo.[65]
  - RF-104G: Aeronave de reconhecimento tático baseado no F-104G.[25] Equipado com três câmeras KS-67A, montadas no lugar do canhão. 189 unidades construídas, todas reconfiguradas como F-104G.[13]
  - TF-104G: Aeronave de treinamento biplace baseada no F-104G.[25] Não contava com canhão, hardpoint ventral e menor capacidade de combustível.[13] 220 unidades construídas.
- F-104H: Versão de exportação do F-104G, com eletrônica e aparelho de mira simplificado. Cancelada antes de ser construída.[66]
- F-104J: Aeronave de interceptação e superioridade aérea baseada no F-104G, construída sob licença pela Mitsubishi para a Força Aérea de Autodefesa do Japão (JASDF). 210 unidades construídas (3 pela Lockheed, 29 com kits da Lockheed e montados na Mitsubishi e 178 construídos totalmente na Mitsubishi).[25][67]
  - UF-104J: Veículo Aéreo Não Tripulado (VANT) de alvo aéreo.
- F-104N: Avião paquera da NASA baseadas no F-104G, três unidades construídas.[68]
- F-104S: Aeronave de interceptação e superioridade aérea construída sob licença pela Aeritalia. A aeronave contava com um radar de controle de tiro NASARR R-21G/H e um motor J79-GE-19 atualizado, dois hardpoints ventrais e barbatanas ventrais novas. A aeronave podia ser equipada com misseis AIM-9 Sidewinder e AIM-7 Sparrow, 206 unidades construídas para a Força Aérea Italiana e 40 para a Força Aérea Turca.[21]
  - F-104S-ASA: Modernização do F-104S, equipado com novo radar de controle de tiro Fiat R-21G/M1, IFF e capacidade de uso de mísseis AIM-9L Sidewinder e Selenia Aspide. 150 unidades convertidas, com o primeiro voo em 1985.[25]
  - F-104S-ASA/M: Modernização do F-104S, equipado com sistema de navegação inercial Litton LN-302A, GPS, TACAN, célula revisada e instrumentos modernizados. 49 unidades convertidas de 1995 a 1997.[66]
- CF-104: Aeronave de caça-bombardeiro produzida sob licença pela Canadair.[25] A aeronave era optimizada para uso de armas nucleares, com um radar de controle de tiro NASARR R-24A, maior capacidade de combustível e motores Orenda J79-OEL-7, fabricados sob licença.[20] 200 unidades construídas.
  - CF-104D: Aeronave de treinamento biplace baseada no CF-104, construídas pela Lockheed com motores canadenses Orenda. 38 unidades construídas.[25]

## Operadores

### Militares
- Alemanha
  - Luftwaffe
  - Marineflieger
- Bélgica - Força Aérea Belga
- Canadá - Real Força Aérea Canadiana
- Dinamarca - Real Força Aérea Dinamarquesa
- Espanha - Exército do Ar e do Espaço
- Estados Unidos - Força Aérea dos Estados Unidos
- Grécia - Força Aérea Grega
- Itália - Força Aérea Italiana
- Japão - Força Aérea de Autodefesa do Japão
- Jordânia - Real Força Aérea da Jordânia
- Noruega - Real Força Aérea Norueguesa
- Países Baixos - Real Força Aérea Neerlandesa
- Paquistão - Força Aérea do Paquistão
- Taiwan - Força Aérea de Taiwan
- Turquia - Força Aérea Turca

### Civis
- Estados Unidos
  - NASA
  - Starfighters Inc

## Especificações (F-104G)
Informações: Quest for Performance (NASA)

### Características Gerais
- Tripulação: Um tripulante
- Comprimento: 16,66 m
- Envergadura: 6,36 m
- Altura: 4,09 m
- Área de Asa: 18,22 m²
- Alongamento: 2.22
- Peso Vazio: 6.350 kg
- Peso Máximo de Decolagem (MTOW): 13.170 kg
- Motor: 1x Turbojato General Electric J79-GE-11A, com 10.000lbf (44 kN) de empuxo seco, 15.600kgf (69 kN) com pós-combustão

### Desempenho
- Velocidade Máxima: 2.459 km/h (1.328 kn / Mach 2)
- Velocidade de Cruzeiro: 1.136km/h (613 kn / Mach 0.92)
- Alcance de Combate: 680 km (360 nmi)
- Alcance de traslado: 2.620 km (1.420 nmi)
- Teto de serviço: 22.000 m (73.000 ft)
- Taxa de subida: 240 m/s (48.000 ft/min)
- Carga Alar: 105 kg/m²
- Taxa Empuxo-Peso: 0.54 (em MTOW)

### Armamento
- Canhão: 1x General Electric M61A1 Vulcan, de 20mm. 725 disparos
- Foguetes: 4x casulos de foguetes LAU-3/A com 7x foguetes Mk.4 FFAR de 70mm;
  - 4x casulos de foguetes LAU-32/A com 7x foguetes Hydra 70 de 70mm;
  - 4x casulos de foguetes Matra Type 155 (F4) com 18x foguetes SNEB de 68mm;
  - 4x casulos de foguetes LAU-5002 com 7x foguetes CRV7 de 70mm

- Mísseis Ar-Ar: 4x AIM-9B Sidewinder, de curta distância, guiado por infravermelho;
- Mísseis Ar-Superfície:  2x Nord Aviation AS.30, guiado manualmente (MCLOS)
- Míssil Antinavio: 2x Aérospatiale/MBB AS.34 Kormoran I
  - 2x Konsberg AGM-119 Penguin Mk.1
- Bombas de Emprego Geral: 5x Mk.82 (227 kg / 500lbs)
  - 2x M117 (372 kg / 820lb)
- Bombas de Freio Aerodinâmico: 5x Mk.82 Snake Eye (227 kg / 500lbs)
- Bomba Incendiária: 2x Mark 79 (473 kg / 1000lbs)
  - 4x BLU-32/B (267 kg / 500lbs)
- Bomba Lança Granadas: 2x BL755, com 147 granadas alto exposivo, anti carro (HEAT); (254 kg);
  - 2x CBU-24/B, com 655 granadas BLU-26 ou BLU-36;
  - 2x CBU-39/B, com 670 granadas BLU-36 (380 kg / 840lbs)
  - 2x CBU-62/B, com 2025 granadas de fragmentação/incendiárias M40 (380 kg / 840lbs)
- Bombas Nucleares: 1x B28, de queda livre (1.45 MT)
  - 1x B43, de queda livre (1 MT)
  - 1x B57, de queda livre (20 kT)
  - 1x B61, de queda livre (0.3 - 170 kT)
- Hardpoint: Sete, com capacidade de carregar 1.800 kg (4.000 lb)

#### Aeronaves de função, configuração ou era comparável
- Dassault Mirage III
- English Electric Lightning
- Mikoyan-Gurevich MiG-21
- Sukhoi Su-15